# Phan Thu
Phan Thu (sinh 1931) là một tướng lĩnh Quân đội nhân dân Việt Nam hàm Trung tướng, Anh hùng lực lượng vũ trang nhân dân, Phó Giáo sư; nguyên Thứ trưởng Bộ Quốc phòng kiêm Chủ nhiệm Tổng cục Công nghiệp Quốc phòng và Kinh tế, Chủ nhiệm Tổng cục Kỹ thuật Bộ Quốc phòng, Viện trưởng Viện Kỹ thuật Quân sự, Cục trưởng Cục Kỹ thuật Quân chủng Phòng không. Nguyên Ủy viên Ban Chấp hành Trung ương Đảng Cộng sản Việt Nam khóa VI (Dự khuyết) và khoá VII, nguyên Đại biểu Quốc hội khóa VIII và IX.

## Thân thế và sự nghiệp
Ông là người gốc họ Đào, tên thật là Đào Phan Thu quê tại xã Sài Sơn, huyện Quốc Oai, tỉnh Hà Tây. (nay là Hà Nội), Bố nuôi của cha ông là người họ Phan nên ông mang họ Phan.
Tháng 1 năm 1947, ông là Đoàn viên thanh niên cứu quốc, phụ trách công tác thiếu nhi và tham gia dạy bình dân học vụ.
Tháng 1 năm 1948, là hoc sinh và làm công tác vận đông học sinh ở Trường Nguyễn Huệ (tỉnh Hà Đông).
Tháng 1 năm 1949, đi học và công tác vận động học sinh Trường Ngô Sĩ Liên (tỉnh Bắc Giang).
Tháng 1 năm 1950, tham gia Đại hội Thanh niên Việt Nam lần thứ nhất (tháng 2 năm 1950), là cán bộ Trung ương Đoàn Thanh niên Việt Nam (Ban vận đông sinh Trung ương).
Tháng 5 năm 1950, nhập ngũ và theo học Trường Lục quân khóa 6 chuyên ngành Pháo binh.
Tháng 6 năm 1951, Trung đội trưởng, cán bộ khung và là giáo viên Trường Lục quân khóa 7 và 8.

## Trong kháng chiến chống Mỹ (1954-1975)
Tháng 5 năm 1954, được cử đi học lớp Ra-đa, pháo cao xạ 88mm ở Đông Bắc Trung Quốc.
Tháng 3 năm 1955, ông là Tổ trưởng giáo viên lớp chuyển Binh chủng Ra-đa thuộc Đại đoàn Phòng không 367.
Tháng 9 năm 1955, Trợ lý Ra-đa Phòng Tham mưu Đại đoàn Phòng không 367.
Trong thời gian này ông tham gia học tại Trường Đại học Bách Khoa Hà Nội và tốt nghiệp loại xuất sắc.
Tháng 11 năm 1958, Trợ lý Ra-đa Phòng Tham mưu Bộ Tư lệnh Phòng không.
Ngày 22 tháng 10 năm 1963, Trợ lý Ra-đa Phòng Tham mưu Quân chủng Phòng không Không quân.
Tháng 9 năm 1967, Đội trưởng đội nhiễu Bộ Tham mưu Quân chủng Phòng không Không quân.
Tháng 10 năm 1968, Phó Phòng nghiên cứu Khoa học Quân chủng Phòng không Không quân.
Tháng 9 năm 1969, Phó Phòng Quân báo Bộ Tham mưu Quân chủng Phòng không Không quân.
Tháng 1 năm 1970, Phó Phòng Quân báo kiêm Tiểu đoàn trưởng Tiểu đoàn nhiễu Quân chủng Phòng không Không quân.
Tháng 10 năm 1970, Phó Phòng nghiên cứu Khoa học Quân sự Bộ Tham mưu Quân chủng Phòng không Không quân.
Ngày 25 tháng 8 năm 1970, ông được Chủ tịch nước Việt Nam Dân chủ Cộng hòa tặng danh hiệu Anh hùng Lực lượng vũ trang nhân dân.
Tháng 3 năm 1972, Trưởng phòng nghiên cứu Khoa học Kỹ thuật Cục Kỹ thuật Quân chủng Phòng không Không quân. Kết quả nghiên cứu tín hiệu gây nhiễu của máy bay B-52 mà ông và đồng đội nghiên cứu đã góp phần quan trọng trong Chiến thắng Điện Biên Phủ trên không.
Tháng 3 năm 1975, Cục phó Cục Kỹ thuật Quân chủng Phòng không.

## Giai đoạn sau 1975
Tháng 6 năm 1977, ông là Cục trưởng Cục Kỹ thuật Quân chủng Phòng không kiêm Bí thư Đảng ủy Cục Kỹ thuật.
Tháng 5 năm 1979, Viện phó Viện Kỹ thuật Quân sự Tổng cục Kỹ thuật.
Tháng 8 năm 1981, Viện trưởng Viện Kỹ thuật Quân sự.
Tháng 12 năm 1987, đồng Chủ tịch Ủy ban phối hợp Trung tâm nhiệt đới Việt Xô, Chủ tịch Phân ban Việt Nam trong Trung tâm nhiệt đới.
Tháng 6 năm 1988, Chủ nhiệm Tổng cục Kỹ thuật Bộ Quốc phòng.
Tháng 4 năm 1989, Chủ nhiệm Tổng cục Công nghiệp Quốc phòng và Kinh tế Bộ Quốc phòng.
Tháng 7 năm 1993, Giám đốc Công ty Kinh tế Kỹ thuật GAET.
Tháng 11 năm 1993, Thứ trưởng Bộ Quốc phòng kiêm Chủ nhiệm Tổng cục Công nghiệp Quốc phòng và Kinh tế.
Năm 1997, ông nghỉ hưu.

## Lịch sử thụ phong quân hàm
| Năm thụ phong | 1985        | 1990        |
| ------------- | ----------- | ----------- |
| Quân hàm      |             |             |
| Cấp bậc       | Thiếu tướng | Trung tướng |

## Khen thưởng
• Anh hùng Lực lượng Vũ trang Nhân dân
• Huân chương Quân công hạng Nhì
• Huân chương Chiến công (hạng Nhất, Ba)
• Huân chương Chiến thắng (chống Pháp) hạng Ba
• Huân chương Kháng chiến chống Mỹ hạng Nhất
• Huân chương Chiến sĩ vẻ vang (hạng Nhất, Nhì, Ba)
• Huy chương Quân kỳ quyết thắng
• Huy hiệu 50 năm tuổi Đảng.